# Lista de distritos da Eritreia

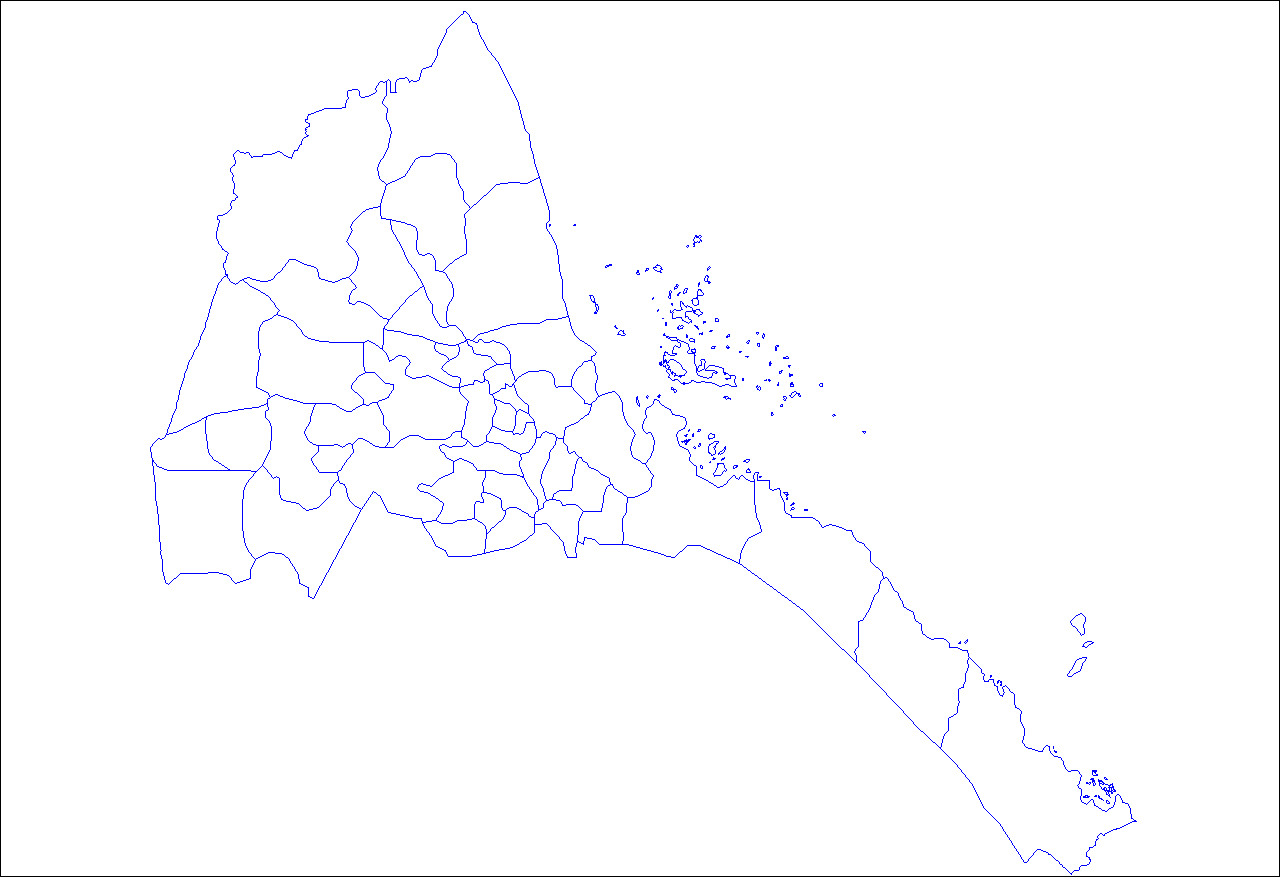
Distritos da Eritreia

As regiões da Eritreia são divididas em distritos, como se segue:

## Região Anseba
- Adi Tekelezan
- Asmat
- Elabered
- Geleb
- Hagaz
- Halhal
- Habero
- Keren City
- Kerkebet
- Sela

## Região Central (Maekel)
- Berikh
- Ghala Nefhi
- North Eastern
- Serejaka
- South Eastern
- South Western

## Região Gash-Barka
- Akurdet (cidade)
- Barentu City
- Dghe
- Forto
- Gogne
- Haykota
- Logo Anseba
- Mensura
- Mogolo
- Molki
- Omhajer (Guluj)
- Shambuko
- Tesseney
- Upper Gash

## Região Mar Vermelho do Norte
- Afabet
- Dahlak
- Ghelalo
- Foro
- Ghinda
- Karura
- Massawa
- Nakfa
- She'eb

## Região Sul (Debub)
- Adi Keyh
- Adi Quala
- Areza
- Dbarwa
- Dekemhare
- Kudo Be'ur
- Mai-Mne
- Mendefera
- Segeneiti
- Senafe

## Região Mar Vermelho do Sul
- Are'eta
- Central Denkalya
- Southern Denkalya